# Ponte Lungo

Ponte Lungo is een metrostation in het stadsdeel municipio VII van de Italiaanse hoofdstad Rome. Het station werd geopend op 16 februari 1980 en wordt bediend door lijn A van de metro van Rome.

## Geschiedenis
De eerste plannen voor het metrostation dateren uit 1941, destijds als onderdeel van een lijn onder de Via Appia Nuova naar het vliegveld met een zijtak naar Cinecittà. In 1955 werd metrolijn B geopend en kwamen ook de uitbreidingen van het metronet weer aan de orde. Het voorgestelde tracé onder de Via Appia Nuova werd in het tracébesluit van 1959 gekoppeld aan de delen van de geplande lijn A onder de binnenstad. Hiermee verviel het deel van lijn A naar Ostia en ook de tak naar het vliegveld verviel omdat dat verplaatst werd naar Fiumicino. De bouw begon in 1963 maar werd al snel stilgelegd omdat de bouwputten grote hinder voor het wegverkeer betekenden. Alleen de verdeelhallen werden nog in een bouwput gebouwd, voor de tussenliggende tunnels werd een andere bouwwijze gezocht. Vijf jaar later lag er een ontwerp voor een geboorde tunnel op 20 meter diepte onder de Via Appia Nuova. De oplevering van de lijn en het station vond plaats in 1979 in plaats van in 1967.

## Ligging en inrichting
Het station dankt zijn naam aan de brug, de lange brug, waarmee de Via Appia Nuova de spoorlijn tussen Rome en Livorno kruist. De verdeelhal ligt onder de Piazza di Ponte Lungo aan de noordkant van de brug, de perrons zijn met liften en roltrappen verbonden met de verdeelhal. Via trappen aan weerszijden van de Via Gela en bij de via Albenga, alsmede een lift bij de via Albenga kunnen de reizigers de straat bereiken. De metro volgt de route van de vroegere tramlijn naar Cinecittà en komt daarom niet langs het station van Tuscolano. Overstappers tussen trein, met name de voorstadsdiensten van de Ferrovie Laziali, en metro moeten ruim 400 meter door de Via Gela lopen om het andere station te bereiken.      